# Quan Vịnh Hà
Quan Vịnh Hà (tiếng Trung: 關詠荷, tiếng Anh: Esther Kwan Wing-Hoh; sinh ngày 16 tháng 7 năm 1964) là một nữ diễn viên người Hồng Kông. Cô từng là gương mặt nổi bật và diễn viên chủ chốt của Đài truyền hình TVB.
Cô chính thức gia nhập giới giải trí với tư cách là diễn viên của Đài truyền hình ATV HongKong vào năm 1989 cho đến năm 1991 cô rời Đài ATV HongKong và đầu quân cho Đài truyền hình TVB. Năm 2013 cô chính thức thông báo giải nghệ.

## Sự Nghiệp

### Gia nhập ngành giải trí
Quan Vịnh Hà xuất thân từ một nhân viên văn phòng. Sau khi tham gia một đoạn phóng sự ngắn do một người bạn giới thiệu, cô phát hiện ra mình bị thu hút bởi công việc này và bắt đầu dấn thân vào con đường diễn xuất. Tuy Quan Vịnh Hà đã không vượt qua được kỳ thi tuyển chọn diễn viên của TVB nhưng nhờ ngoại hình ưa nhìn, cô được ký hợp đồng thời vụ và đã gây chú ý tới khán giả nhờ một vai nhỏ trong Hành trình của sinh mệnh (1987).

### Đầu quân cho ATV (1988-1993)
Năm 1988, Quan Vịnh Hà sang đầu quân cho đài ATV. Tại đây, cô tham gia nhiều tác phẩm lớn và trở thành 1 trong những ngôi sao chủ lực của đài lúc bấy giờ bên cạnh Ngũ Vịnh Vy và Vạn Ỷ Văn. Tuy nhiên cô thường bị đóng khung trong các vai diễn sướt mướt, bi kịch hoặc hư hỏng, mặc dù diễn xuất được công nhận nhưng vẫn chưa thu hút được nhiều sự chú ý từ khán giả. Quãng thời gian này cũng là lúc cô gặp gỡ Trương Gia Huy, chàng diễn viên mới vào nghề kém cô 3 tuổi và là vị hôn phu của cô sau này.
Khi hợp đồng của Quan Vịnh Hà và ATV kết thúc, cô đã ký hợp đồng với nhiều công ty giải trí khác nhau nhưng tất cả đều gặp khủng hoảng và phá sản. Đây là giai đoạn xuống dốc trong sự nghiệp của cô.

### Gia nhập TVB (1993 - 2000)
Đến năm 1993, cô trở thành nghệ sĩ ATV đầu tiên sang đầu quân cho TVB và được lăng xê với nhiều vai diễn chính. Nhưng mãi đến năm 1996, tài diễn hài của cô mới được phát hiện qua bộ phim Sư tử Hà Đông.

#### Danh hiệu Nhất Tỷ
Có thể nói năm 1997 là năm của Quan Vịnh Hà khi cô góp mặt trong 3 bộ phim hài liên tiếp và tất cả đều rất thành công.
Với Miêu Thúy Hoa dù không phải là chế tác lớn nhưng bộ phim đã gây tiếng vang và trở thành hiện tượng truyền hình thời bấy giờ, một đứa con nít 3 tuổi cũng biết đến Quan Vịnh Hà. Đây cũng là năm đầu tiên TVB tổ chức giải thưởng tôn vinh những cá nhân và tác phẩm xuất sắc trong năm và Quan Vịnh Hà đã trở thành người đầu tiên đoạt giải Nữ diễn viên chính xuất sắc (Thị Hậu). Trong một thời ngắn, Quan Vịnh Hà đã nhanh chóng bước lên hàng Hoa Đán.
Còn với Mỹ vị thiên vương, và đặc biệt là Thăng Bình công chúa, Quan Vịnh Hà cùng Âu Dương Chấn Hoa đã tạo nên một trong những Cặp đôi màn ảnh kinh điển của TVB. Mặc dù có ngoại hình không mấy tương xứng nhưng sự ăn ý của họ đã mang đến cho khán giả những giây phút hài hước, vui nhộn nhưng cũng không kém phần lãng mạn. Quan Vịnh Hà và Âu Dương Chấn Hoa cũng là hai cái tên bảo chứng rating khi tác phẩm có sự tham gia của 2 người đều đạt rating cao ngất ngưởng từ 35 điểm trở lên. Thăng Bình công chúa còn là bộ phim thường xuyên được chiếu vào dịp Tết ở Hong Kong.
Các bộ phim của Quan Vịnh Hà thời kỳ này khá đặc biệt khi hình tượng nhân vật nữ được đưa lên làm trung tâm. Cô cũng là một trong số ít các nữ diễn viên có phim được đặt tên theo nhân vật của mình.

#### Đỉnh cao sự nghiệp
Năm 1998, vai nữ cảnh sát nghị lực Chu Tố Nga trong bộ phim Lực lượng phản ứng đã mang về cho Quan Vịnh Hà mức thù lao khủng và trở thành diễn viên có cát xê cao nhất tại TVB lúc bấy giờ. Diễn xuất của cô cũng được nhận được vô số lời khen ngợi khi lột tả được vai trò của người phụ nữ ở cả hai khía cạnh công việc và gia đình. Vai diễn này đã trở thành biểu tượng của Quan Vịnh Hà và đến tận bây giờ, người hâm mộ vẫn yêu mến gọi cô là "Chị Nga." Đời tư của cô cũng có nhiều nét tương đồng với nhân vật khi cô cũng là một người vợ người mẹ hết lòng vì gia đình. Quan Vịnh Hà từng nói: "Tôi không muốn từ bỏ sự nghiệp, nhưng nếu phải chọn giữa sự nghiệp và gia đình, tôi sẽ luôn chọn gia đình." Chu Tố Nga cũng là nữ cảnh sát duy nhất lọt vào "Top 10 cảnh sát lý tưởng trên truyền hình" trong cuộc bình chọn do Lực lượng cảnh sát Hong Kong tổ chức.
Năm 2000 đánh dấu lần hợp tác đầu tiên và cũng là duy nhất của Quan Vịnh Hà và Trương Gia Huy trong Tứ đại tài tử, lúc bấy giờ họ đang hẹn hò. Bộ phim đã tạo được tiếng vang và Quan Vịnh Hà cùng Trương Gia Huy đã được khán giả bình chọn là "cặp đôi vàng" của màn ảnh. Trong phim diễn xuất của Quan Vịnh Hà cũng được đánh giá cao khi cô cùng lúc hóa thân thành cặp chị em có số phận đối nghịch nhau, Thu Nguyệt và Thu Hương.
Từ năm 1997 đến năm 2000, những bộ phim của Quan Vịnh Hà đều được xếp vào hàng kinh điển, gắn liền với thời kỳ vàng son của TVB. Lối diễn xuất của cô luôn được nhận xét là mang lại cho khán giá cảm giác chân thật, thoải mái và gần gũi.

### Phát triển tại Trung Quốc (2001 - 2005)
Khi sự nghiệp đang ở đỉnh cao cũng là lúc hợp đồng giữa cô và TVB đã đến kỳ hạn. Lúc này cô đã là một ngôi sao truyền hình nổi tiếng nhất nhì xứ Hương Cảng, nhưng đãi ngộ của TVB dành cho cô lại quá thấp. Cảm giác được nhà đài không còn coi trọng mình như trước, Quan Vịnh Hà quyết định chấm dứt hợp đồng. Năm 2001, cô trở lại ATV tham gia bộ phim Hiệp cốt nhân tâm bản truyền hình và điện ảnh, trong đó bản điện ảnh còn có sự góp mặt của Lý Gia Hân và Lương Triều Vỹ. Sau đó, Quan Vịnh Hà bắt đầu sang Đại lục phát triển sự nghiệp.
Quan Vịnh Hà là một trong số ít diễn viên Hong Kong để lại dấu ấn tại Trung Quốc. Năm 2003 với vai diễn Thường Cát Tường trong bộ phim Như Ý Cát Tường (Thiên Hạ Vô Song Chi Xuân Dần), Quan Vịnh Hà không chỉ được khán giả Trung Quốc yêu mến mà còn trở nên nổi tiếng khắp toàn châu Á và sự nghiệp được nâng lên một tầm cao mới. Đây cũng là lúc cô cùng Trương Gia Huy bí mật sang Úc đăng ký kết hôn, viết nên cái kết có hậu cho cuộc tình marathon dài 13 năm với nhiều nước mắt bằng một đám cưới ấm áp. Ba năm sau, Quan Vịnh Hà hạ sinh cô con gái đầu lòng Brittany Trương Đồng, kết tinh tình yêu của 2 người.

### Tái ngộ với khán giả (2007 - 2013)
Ngay tại thời điểm sự nghiệp của Quan Vịnh Hà được đánh giá sẽ còn vươn xa hơn nữa, cô tuyên bố rút lui khỏi làng giải trí để có thể toàn tâm toàn ý trở thành một người vợ, người mẹ và hậu phương vững chắc cho Trương Gia Huy, lúc bấy giờ đang phát triển sự nghiệp ở lĩnh vực điện ảnh. Sự ra đi của cô đã để lại không ít tiếc nuối trong lòng người hâm mộ.
Tháng 2 năm 2007, Lực lượng phản ứng được phát lại trên TVB và nhận được rất nhiều sự quan tâm theo dõi của khán giả dù đã phát hành được nhiều năm. Lúc này, tờ tạp chí TVB Weekly phát hành ấn phẩm thứ 507 với hình ảnh của Quan Vịnh Hà xuất hiện trên trang bìa cùng tiêu đề "Quan Vịnh Hà - Nữ hoàng đã trở lại"
Nhờ sự thuyết phục của Tổng Giám chế Tăng Lệ Trân, Quan Vịnh Hà đã trở lại TVB để tham gia bộ phim sitcom Quan hệ đồng nghiệp. Sau 7 năm vắng bóng, cô vẫn được khán giả đón nhận nhiệt liệt. Vào vai một nữ cường nhân, Quan Vịnh Hà cho thấy cô không chỉ diễn được các dạng vai hài hước mà một vai diễn nghiêm túc vẫn có thể làm tốt. Bộ phim đã trở thành chuẩn mực cho thể loại sitcom văn phòng và thành công của bộ phim đã mở đường cho những bộ phim sitcom sau này của TVB. Quan hệ đồng nghiệp không chỉ thành công ở Hồng Kông, mà còn ở cấp độ quốc tế - sitcom giành giải Đồng trong danh mục Sitcom hay nhất tại New York Festivals Awards.
Vào tháng 3 năm 2008, Quan Vịnh Hà đột ngột tuyên bố bỏ vai khi Quan hệ đồng nghiệp mới chỉ đi được 2/3 chặng đường, một lần nữa từ giã người hâm mộ. Nhiều lời đồn cho rằng cô đã mang thai lần 2 nhưng sự thật là do lúc này Trương Gia Huy cũng phải quay phim nên cô lo lắng không có ai chăm sóc con. Thậm chí Quan Vịnh Hà cũng không xuất hiện trong tập cuối khiến nhiều khán giả cảm thấy thất vọng và hụt hẫng.
Năm 2010, Quan Vịnh Hà nhận lời quay Ngũ vị nhân sinh để trả nợ những tập phim Trương Gia Huy còn thiếu khi anh rời khỏi TVB. Bộ phim đánh dấu sự tái hợp của Quan Vịnh Hà với Quách Tấn An và Mễ Tuyết sau nhiều năm.
Năm 2012, được người bạn diễn ăn ý năm xưa Âu Dương Chấn Hoa ngỏ lời, Quan Vịnh Hà quyết định tái xuất trong bộ phim nói về chuyện tình kéo dài 3 kiếp Tình Nghịch Tam Thế Duyên. Dù không thường xuyên đóng phim nhưng diễn xuất của Quan Vịnh Hà vẫn giành được nhiều lời khen ngợi từ phía khán giả. Tuy nhiên kịch bản sơ sài và cẩu thả của phim đã nhận được khá nhiều lời phê bình. Tình Nghịch Tam Thế Duyên cuối cùng đã lọt Top 10 phim có rating cao nhất năm 2013.
Trong quãng thời gian này, câu hỏi được đặt ra nhiều nhất đó chính là liệu cô có tiếp tục ký hợp đồng với TVB ở bộ phim tiếp theo ? Quan Vịnh Hà đã trả lời rằng việc này còn phụ thuộc vào kịch bản. Thực chất TVB đã ngỏ lời muốn cô quay một phim nữa vào dịp hè nhưng cô đã từ chối để nghỉ ngơi.
Tháng 10 năm 2013, Quan Vịnh Hà đã nhận được đề cử giải TVB Star Awards Malaysia cho Nữ diễn viên chính được yêu thích, Cặp đôi màn ảnh được yêu thích, và Tình Nghịch Tam Thế Duyên đã nhận được đề cử Phim truyền hình được yêu thích.
Tháng 11 năm 2013, Quan Vịnh Hà tiếp tục được đề cử tại giải thưởng thường niên của TVB cho Nữ diễn viên chính xuất sắc và Nhân vật nữ được yêu thích cho vai diễn trong Tình Nghịch Tam Thế Duyên.

### Ngừng đóng phim (2013 - nay)
Từ sau Tình Nghịch Tam Thế Duyên, Quan Vịnh Hà vẫn chưa tham gia vào dự án nào khác mà chỉ đôi lần xuất hiện tại một số sự kiện quảng bá cho các nhãn hàng tài trợ. Khi được hỏi về việc cân nhắc trở lại đóng phim, Quan Vịnh Hà trả lời rằng cô sẽ đóng phim khi Trương Gia Huy không có dự án nào cùng lúc đó.
Tháng 12 năm 2014, một nhóm cư dân mạng đã mở ra cuộc bình chọn Diễn xuất tốt nhất và Quan Vịnh Hà đã đứng thứ tư dù cho cô không còn đóng nhiều phim nữa. Điều này chứng tỏ người hâm mộ vẫn còn dành rất nhiều tình cảm đối với cô.
Năm 2015, Quan Vịnh Hà bị chụp hình khi đang đi mua sắm. Chỉ một việc đơn giản nhưng cô vẫn trở thành tâm điểm bàn tán vì vẻ ngoài trẻ trung khi đã ở tuổi 50.
Tháng 6 năm 2018, Quan Vịnh Hà cùng Âu Dương Chấn Hoa, Đằng Lệ Danh và nhiều nghệ sĩ khác của TVB đến tham dự buổi khai trương thẩm mỹ viện mới của Huỳnh Trí Hiền. Quan Vịnh Hà được khen ngợi bảo dưỡng nhan sắc tốt. Sự tái hợp của dàn diễn viên phim Lực lượng phản ứng sau 20 năm cũng đã tạo nên cơn sốt. Từ khóa "Âu Dương Chấn Hoa Quan Vịnh Hà" đã lọt vào top search weibo ngày hôm đó.

### Hoạt động từ thiện
Bên cạnh diễn xuất, Quan Vịnh Hà cũng rất chú tâm vào các hoạt động từ thiện, đặc biệt là các chương trình liên quan đến trẻ em.
Năm 2004, Quan Vịnh Hà cùng Trương Gia Huy tham gia một Chương Trình Chăm sóc Sức khỏe Trẻ em tại Đại Lục.
Cuối năm 2012, Quan Vịnh Hà trở thành đại sứ cho Tổ chức Giáo dục AEA, một tổ chức phi chính phủ quốc tế, về vấn đề trẻ em lang thang cơ nhỡ và trẻ em khuyết tật.
Từ năm 2015, Quan Vịnh Hà trở thành đại sứ của chương trình phẫu thuật mắt miễn phí cho trẻ em, Orbis. Cô từng đến thị trấn Lâm Nghi thuộc tỉnh Sơn Đông, Trung Quốc và Nepal nhân ngày kỷ niệm trận động đất tại đây để tham gia các hoạt động của tổ chức này.

## Đời tư
Nhắc đến Quan Vịnh Hà không thể không nhắc đến chuyện tình marathon kéo dài 10 năm giữa cô và nam diễn viên Trương Gia Huy.
Cả hai quen nhau trong khoảng năm 1990, khi cùng làm việc tại ATV. Lúc đó, Quan Vịnh Hà dù chưa nổi tiếng, cũng được đôn lên hàng nữ chính. Trong khi đó,Trương Gia Huy, kém cô 3 tuổi, vẫn chỉ là anh chàng mới vào nghề chuyên đóng vai phụ. Năm 1994, Quan Vịnh Hà đầu quân về TVB,  Trương Gia Huy vẫn tiếp tục bôn ba nghiệp diễn dù nhiều người nói, anh không có cơ hôi, vì ngoại hình xấu và diễn cũng... chẳng ra gì.
Năm 1996, Trương Gia Huy về TVB. Không ít ý kiến cho rằng, anh nhờ bóng bạn gái nên mới được TVB để mắt đến. Những câu chuyện xì xào như vậy khiến chuyện tình cảm của hai người gặp không ít áp lực, thậm chí dẫn đến chuyện chia tay.
Trong lần chia tay nghiêm trọng nhất, Trương Gia Huy đã bỏ đi đến tận Châu Phi để suy nghĩ về chuyện của hai người. Cuối cùng, cả anh và Quan Vịnh Hà đều cảm thấy không thể thiếu đối phương, dù trong cuộc sống gặp không ít khó khăn, cản trở. Sau lần chia tay ấy, họ trở lại và càng trân trọng cuộc tình này hơn. Sự nghiệp truyền hình của Trương Gia Huy, tuy vẫn đứng sau Quan Vịnh Hà, nhưng đã có nhiều tiến bộ và được khán giả công nhận. Anh cũng không còn đặt nặng câu chuyện bạn gái tài giỏi và nổi tiếng hơn mình.
Năm 2003, cả hai bí mật kết hôn tại châu Úc. Điều này cũng giống như tính cách của họ, luôn muốn giữ kín nhất có thể chuyện riêng tư của mình.
Năm 2006, Quan Vịnh Hà sinh con gái đầu lòng. Đây cũng là thời điểm Trương Gia Huy chuyển hẳn sang lĩnh vực điện ảnh, lựa chọn một con đường khác so với trước kia. Do vậy, Quan Vịnh Hà gác lại sự nghiệp, toàn tâm toàn ý chăm lo gia đình, làm hậu phương vững chắc để Trương Gia Huy phát triển trên con đường mới.
Đến thời điểm này, nhiều người nói Quan Vịnh Hà quả thật có mắt nhìn. Mối tình chị em nồng nhiệt năm xưa, đã đặt nền tảng cho một hôn nhân bền vững và hạnh phúc cùng thời gian, bất chấp những sóng gió bên ngoài. Giờ đây, Trương Gia Huy đã trở thành gương mặt hàng đầu của điện ảnh Hồng Kông, danh tiếng, tiền bạc... tất cả đều không thiếu. Anh cũng có nhiều bóng hồng vây quanh, nhưng đi đâu, làm gì, gia đình vẫn là số 1. Trương Gia Huy luôn biết ơn vợ mình, người đã luôn ở đằng sau ủng hộ, yêu thương và chưa bao giờ từ bỏ anh - dù cô có nhiều lựa chọn tốt đẹp hơn. Đi qua hơn nửa đời người, Quan Vịnh Hà vẫn luôn giữ được lửa trong trái tim người đàn ông của đời mình. Đó là điều hiếm gặp trong cuộc sống lứa đôi của các cặp nghệ sĩ. Đã từ lâu, Quan Vịnh Hà bằng lòng với hình ảnh "vợ của Trương Gia Huy" thay vì là một nữ diễn viên hàng đầu. Với cô, đây mới thực sự là sự nghiệp và thành tựu lớn nhất một đời.

## Các phim tham gia

### Truyền hình
| Nơi sản xuất | Năm  | Tên phim                                      | Tên tiếng Hoa      | Tên tiếng Anh                         | Vai diễn                                                 |
| ------------ | ---- | --------------------------------------------- | ------------------ | ------------------------------------- | -------------------------------------------------------- |
| ATV          | 1988 | Đội Đặc Cảnh Chim Ưng                         | 秃鹰特警队         |                                       | Bích Oánh                                                |
| ATV          | 1989 | Hồ Sơ Hoàng Gia                               | 皇家档案之馬路英雄 | Police Archives                       | Ann                                                      |
| ATV          | 1989 | Hồ Sơ Hoàng Gia II                            | 皇家檔案II之霓虹鳥 | Police Archives II                    | Diệp Hồng                                                |
| ATV          | 1989 | Diệu Thám Xuất Tô                             | 妙探出租           | The P.I.On Call                       | A Hương                                                  |
| ATV          | 1989 | Hoàng Gia Ly Nhân                             | 皇家丽人           |                                       | Lily                                                     |
| ATV          | 1990 | Giai Ngẫu Thiên Thành                         | 佳偶天成           | Love is like Oxygen                   | Lý Ngọc Hoa                                              |
| ATV          | 1990 | Đại Phú Đại Quý                               | 大富大贵           |                                       | Hà Khiết                                                 |
| ATV          | 1990 | Q Biểu Tỷ                                     | Q 表姐             |                                       | Củng Thiến Văn                                           |
| ATV          | 1990 | Trung Hoa anh hùng                            | 中華英雄           | The Blood Sword                       | Quỳnh Thiên                                              |
| ATV          | 1991 | Vòng lửa hờn cháy                             | 暴雨燃烧           | The Burning Rain                      | Sài Song                                                 |
| ATV          | 1991 | Tân Giám Ngục Phong Vân                       | 香港奇案 八大毒枭  | Eight Drug Dealers                    | Cập Băng                                                 |
| ATV          | 1991 | Tình Yêu Sét Đánh                             | 触电情缘           |                                       | Quan Tử Thanh                                            |
| ATV          | 1991 | Cảnh sát ma quỷ                               | 隔离差馆有只鬼     | The Good,The Ghost,And The Cop        | Như Ngọc                                                 |
| ATV          | 1991 | Kiếm thần                                     | 劍神               | The God of Sword                      | Tuyết Nhi                                                |
| ATV          | 1992 | Hành Động Vũ Trụ                              | 航天行动           | Action in Space                       | Lam Mã                                                   |
| ATV          | 1992 | Truyền thuyết Lý Tiểu Long/ Long Tại Giang Hồ | 李小龙传奇         | Spirit of the Dragon                  | Diệp Huệ Minh                                            |
| ATV          | 1993 | Khai Tâm Hoa Chi Lý                           | 开心华之里         | Mind Our Own Business                 | Chu Tuệ Mẫn                                              |
| ATV          | 2000 | Hiệp cốt nhân tâm                             | 侠骨仁心           | Healing Hearts                        | Samantha Thi Khả Man                                     |
|              |      |                                               |                    |                                       |                                                          |
| Đài Loan     | 1991 | Tạm biệt giang hồ                             | 江湖再見           |                                       | Thường Thanh                                             |
| Đài Loan     | 1994 | Bao Công                                      | 包青天之滴血红梅   |                                       | Mai Ánh Tuyết                                            |
| Đài Loan     | 1996 | Quan Công                                     | 三国英雄传之关公   | Heroes of the Three Kingdoms：guanyu  | Tôn phu nhân                                             |
| Đài Loan     | 1996 | Tình kiếm sơn hà                              | 情剑山河           | Romantic Swordman                     | Triệu Kinh Nương                                         |
| Đài Loan     | 1996 | Thiên thu anh hùng liệt truyện                | 路客与刀客         |                                       | Nhiếp Vinh                                               |
| Đài Loan     | 1997 | Đại Khách Sạn                                 | 情系大飯店         |                                       | Hồ Tịnh Văn                                              |
|              |      |                                               |                    |                                       |                                                          |
| TVB          | 1987 | Hành trình sinh mệnh                          | 生命之旅           | The Price Of Growing Up               | Ký giả                                                   |
| TVB          | 1989 | Truyền thuyết Tấn Văn Công                    | 晉文公傳奇         |                                       | Tộc Nhân                                                 |
| TVB          | 1994 | Sự thật vô hình                               | 生死讼             | The Intangible Truth                  | Diệp Úy                                                  |
| TVB          | 1995 | Bắt đầu từ sự mất tích                        | 一切从失踪开始     | The Unexpected                        | Vu Mẫn Thanh                                             |
| TVB          | 1995 | Trận chiến tham ô                             | 廉政行动组         | Wars Of Bribery                       | Lương Tiểu Mẫn                                           |
| TVB          | 1995 | Bao Công                                      | 包青天             | JUSTICE PAO                           | Ngọc Chân Tử                                             |
| TVB          | 1995 | Ba nữ cảnh sát thiện xạ                       | 廉政英雄之火槍柔情 | Corruption Doesn't Pay                | Cam Bảo Ni                                               |
| TVB          | 1995 | Khi người đàn ông yêu                         | 新同居关系         | When a Man Loves a Woman              | Phương Mẫn Hoa                                           |
| TVB          | 1996 | Binh pháp tôn tử                              | 孙子兵法孙武篇     | Warrior Period                        | Nam Cung Minh Châu                                       |
| TVB          | 1996 | Sư tử Hà Đông                                 | 河东狮吼           | Mutual Affection                      | Liễu Nguyệt Nga                                          |
| TVB          | 1997 | Thăng Bình công chúa                          | 醉打金枝           | Taming of the Princess                | Lý Thăng Bình                                            |
| TVB          | 1997 | Miêu Thúy Hoa                                 | 苗翠花             | Lady Flower Fist                      | Miêu Thúy Hoa                                            |
| TVB          | 1997 | Tuyệt mệnh thiên nhai                         | 亡命天涯           | The Immortal Fugitive                 | Lâm Nhược Băng / Phương Lâm                              |
| TVB          | 1997 | Mỹ vị thiên vương                             | 美味天王           | A Recipe for the Heart                | Tần Tố Tố                                                |
| TVB          | 1998 | Lực lượng phản ứng                            | 陀枪师姐           | Armed Reaction                        | Chu Tố Nga                                               |
| TVB          | 1998 | Liệt hỏa hùng tâm                             | 烈火雄心           | Burning Flame                         | Thẩm Bích Dao                                            |
| TVB          | 1999 | Bí ẩn trong nhà hát                           | 全院满座           | A Loving Spirit                       | Châu Tú Anh                                              |
| TVB          | 1999 | Lực lượng đặc biệt                            | 反黑先锋           | Anti-crime Squad                      | Lý Thăng Bình (Khách mời tập cuối với Âu Dương Chấn Hoa) |
| TVB          | 2000 | Tứ đại tài tử                                 | 金装四大才子       | The Legendary Four Aces               | Thu Hương / Thu Nguyệt                                   |
| TVB          | 2000 | Lực lượng phản ứng 2                          | 陀枪师姐2          | Armed Reaction 2                      | Chu Tố Nga                                               |
| TVB          | 2007 | Quan hệ đồng nghiệp                           | 同事三分亲         | Best Selling Secrets                  | Hoàng Gia Lam                                            |
| TVB          | 2010 | Ngũ vị nhân sinh                              | 五味人生           | The Season of Fate                    | Liên Song Xuân                                           |
| TVB          | 2013 | Tình nghịch tam thế duyên                     | 情逆三世缘         | Always and Ever                       | Hàn Sương Sương Điền Thu Phụng Dương Tịch Tuyết          |
|              |      |                                               |                    |                                       |                                                          |
| Trung Quốc   | 2001 | Hạnh Phúc Gia Đình                            | 幸福家庭           |                                       | Lã Hiểu Dũng                                             |
| Trung Quốc   | 2002 | Thư Kiếm Ân Cừu Lục                           | 书剑恩仇录         | Book and Sword, Gratitude and Revenge | Hoắc Thanh Đồng                                          |
| Trung Quốc   | 2002 | Hoàng hậu bánh nướng                          | 烧饼皇后           | The Queen Baker                       | Châu Tú Dung / Tiêu Ly                                   |
| Trung Quốc   | 2003 | Như Ý Cát Tường                               | 天下无双           | The Luckiest Man                      | Thường Cát Tường                                         |
| Trung Quốc   | 2005 | Vương gia áo vải                              | 褡裢王爷           | The Legend Of Prince Shuo Er Ye       | Khoa Nhĩ Tẳm Na Nhân                                     |
|              |      |                                               |                    |                                       |                                                          |
| Singapore    | 2005 | Điềm Mật Phong Bạo                            | 甜蜜风暴           | Power of Love / Sweet Storm           | Đường Gia Vệ                                             |

### Phim Điện Ảnh
| Năm  | Tên phim                           | Tên tiếng hoa    | Tên tiếng Anh           | Vai diễn        |
| ---- | ---------------------------------- | ---------------- | ----------------------- | --------------- |
| 1988 | Huyết Trái Huyết Thường            | 血债血偿         | Blood Out               |                 |
| 1990 | Tinh Chi Toái Phiến                | 星之碎片         | The Shattered Heart     |                 |
| 1992 | Pháp Võng Nguy Tình                | 法网危情         | Love and Justice        |                 |
| 1992 | Hắc Đạo Cuồng Hoa                  | 黑道狂花         | Black Flowers           | Quân            |
| 1992 | Khoái Lạc Án Ma Nữ Lang            | 快乐按摩女郎     | The Happy Massage Girls | Hồ Gia Cần      |
| 1992 | Nữ sát thủ                         | 女杀手           | The Girl Killer         |                 |
| 1993 | Võ hiệp thất công chúa             | 武侠七公主       | Holly Weapon            | Quỷ Muội        |
| 1993 | Si Tâm Kiếp                        | 痴心劫           |                         |                 |
| 1993 | Điệp Huyết Nguy Tình               | 喋血危情         |                         |                 |
| 1993 | Huyết Tiễn Mộng Kinh Thành         | 血溅梦京城       | A Story in Beijing City | Tiêu Vinh       |
| 1993 | Thẩn Tử Quan Phiên Án              | 审死官翻案       | Justice, My Foot !      | Lương Bản Hi    |
| 1993 | Mộng Đoạn Nguy Tình                | 梦断危情         | Death Defying Love      | Lâm Tuấn Hiền   |
| 1993 | Chỉ Hạp Tàng Thi Chi Công          | 纸盒藏尸之公审   | The Final Judgement     | Trần Áo Đồ      |
| 1993 | Ô Thử Cơ Mật Đáng Án               | 乌鼠机密档案     | Run and Kill            | Đặng Diễn Thành |
| 1994 | Thanh Phong Hiệp                   | 青蜂侠           | The Green Hornet        | Thang Mẫu       |
| 1994 | Thí Huynh Cơ Án                    | 弑兄奇案         | Born Innocent           | Tiền Văn Kỳ     |
| 1994 | Sát Đạn Chuyên Gia Bảo Bối Trá Đạn | 拆弹专家宝贝炸弹 | Bomb Disposal Officer   | Lục Kiếm Minh   |
| 1995 | Luyến Ái Đích Thiên Không          | 恋爱的天空       | Modern Romance          | Vương Tinh      |
| 1996 | Câu Lạc Bộ Kim Trang Hương Tiêu    | 金装香蕉俱乐部   | Top Banana Club         | May             |
| 2001 | Hiệp cốt nhân tâm                  | 侠骨仁心         | Healing Hearts          | Thi Khả Man     |
| 2004 | Giấc Mơ Thành Hiện Thực            | 梦想成真         |                         | Quách Đông Lâm  |
| 2008 | Nhân Chứng                         | 証人             | The Beast Stalker       | Li (lồng tiếng) |

## Giải Thưởng
| Năm    | Giải thưởng                                 | Hạng mục                                                     | Phim                          | Vai diễn                                                                    | Kết Quả          |
| 1997年 | Giải thưởng thường niên TVB                 | Nữ diễn viên chính xuất sắc                                  | 《Miêu Thúy Hoa》             | Miêu Thúy Hoa                                                               | Đoạt giải        |
| 1997年 | Giải thưởng thường niên TVB                 | Cặp đôi hài hước                                             | 《Thăng Bình công chúa》      | Lý Thăng Bình（cùng với Âu Dương Chấn Hoa）                                 | Đoạt giải        |
| 1997年 | Giải thưởng thường niên TVB                 | Cặp đôi hài hước                                             | 《Miêu Thúy Hoa》             | Miêu Thúy Hoa (cùng với Giang Hoa)                                          | Đề cử (最後7強)  |
| 1997年 | RTHK Awards                                 | Nữ diễn viên nổi tiếng nhất                                  |                               |                                                                             | Đoạt giải        |
| 1997年 | Next Magazine                               | Diễn viên truyền hình nổi tiếng nhất                         |                               |                                                                             | Đoạt giải        |
| 1998年 | Giải thưởng thường niên TVB                 | Nữ diễn viên chính xuất sắc                                  | 《Lực lượng phản ứng》        | Chu Tố Nga                                                                  | Đề cử (最後5強)  |
| 1998年 | Giải thưởng thường niên TVB                 | Cặp đôi màn ảnh được yêu thích nhất                          | 《Lực lượng phản ứng 》       | Chu Tố Nga (cùng với Âu Dương Chấn Hoa)                                     | Đề cử            |
| 1998年 |                                             | Top diễn viên nổi tiếng nhất Hong Kong - hạng 6              |                               |                                                                             | Đoạt giải        |
| 1998年 | Nextmedia Awards                            | Top diễn viên truyền hình phổ biến - hạng 2                  |                               |                                                                             | Đoạt giải        |
| 1999年 | Giải thưởng thường niên TVB                 | Nữ diễn viên chính xuất sắc                                  | 《Liệt hỏa hùng tâm》         | Thẩm Bích Dao                                                               | Đề cử (最後5強)  |
| 1999年 | Giải thưởng thường niên TVB                 | Cặp đôi màn ảnh được yêu thích nhất                          | 《Bí ẩn trong nhà hát》       | Châu Tú Anh (cùng với Ngô Khải Hoa)                                         | Đề cử (最後5強)  |
| 1999年 | RTHK Awards                                 | 98 cặp đôi truyền hình - hạng 2 (cùng với Âu Dương Chấn Hoa) |                               |                                                                             | Đoạt giải        |
| 1999年 | Nextmedia Awards                            | Top diễn viên truyền hình phổ biến - hạng 6                  |                               |                                                                             | Đoạt giải        |
| 1999年 | Nextmedia Awards                            | Nghệ sĩ nổi bật của thế kỷ                                   |                               |                                                                             | Đoạt giải        |
| 1999年 | "Top 10 cảnh sát lý tưởng trên truyền hình" | Hạng 9, và là nữ cảnh sát duy nhất                           | 《Lực lượng phản ứng 》       | Chu Tố Nga                                                                  | Đoạt giải        |
| 2000年 | Nextmedia Awards                            | Top diễn viên truyền hình phổ biến - hạng 3                  |                               |                                                                             | Đoạt giải        |
| 2000年 |                                             | Nhân vật truyền hình được yêu thích ở Quảng Đông             | 《Liệt hỏa hùng tâm》         | Thẩm Bích Dao (top 5)                                                       | Đoạt giải        |
| 2008年 | Astro Wah Lai Toi Drama Awards              | Nữ diễn viên được yêu thích                                  | 《Quan hệ đồng nghiệp》       | Hoàng Gia Lam                                                               | Đề cử            |
| 2008年 | Astro Wah Lai Toi Drama Awards              | Nhân vật được yêu thích                                      | 《Quan hệ đồng nghiệp》       | Hoàng Gia Lam                                                               | Đề cử            |
| 2008年 | Giải thưởng thường niên TVB                 | Nhân vật nữ được yêu thích                                   | 《Quan hệ đồng nghiệp》       | Hoàng Gia Lam                                                               | Đề cử (最後15強) |
| 2013年 | TVB Star Awards Malaysia 2013               | Nữ diễn viên được yêu thích nhất                             | 《Tình nghịch tam thế duyên》 | Hàn Sương Sương/Điền Thu Phụng/Dương Tịch Tuyết                             | Đề cử            |
| 2013年 | TVB Star Awards Malaysia 2013               | Nhân vật được yêu thích nhất                                 | 《Tình nghịch tam thế duyên》 | Hàn Sương Sương/Điền Thu Phụng/Dương Tịch Tuyết                             | Đề cử            |
| 2013年 | TVB Star Awards Malaysia 2013               | Cặp đôi được yêu thích nhất                                  | 《Tình nghịch tam thế duyên》 | Hàn Sương Sương/Điền Thu Phụng/Dương Tịch Tuyết (cùng với Âu Dương Chấn Hoa | Đề cử            |
| 2013年 | Giải thưởng thường niên TVB                 | Nữ diễn viên xuất sắc                                        | 《Tình nghịch tam thế duyên》 | Hàn Sương Sương/Điền Thu Phụng/Dương Tịch Tuyết                             | Đề cử (最後15強) |
| 2013年 | Giải thưởng thường niên TVB                 | Nhân vật nữ được yêu thích                                   | 《Tình nghịch tam thế duyên》 | Hàn Sương Sương/Điền Thu Phụng/Dương Tịch Tuyết                             | Đề cử (最後15強) |

## Nhạc Phim
| Tựa                                    | Phim                  | Vai trò        | Ghi chú                     |
| Mamma Mia                              | 《Mỹ vị thiên vương》 | Ca Khúc Chủ Đề | Cùng với các diễn viên khác |
| Yêu càng nhiều (愛更多)                | 《Mỹ vị thiên vương》 | Nhạc dạo       | Cùng với Thẩm Diện Hà       |
| Tình yêu sưởi ấm trái tim (愛在心內暖) | 《Mỹ vị thiên vương》 | Nhạc dạo       | Cùng với Âu Dương Chấn Hoa  |
| 笑著掛住你                             | 《Mỹ vị thiên vương》 | Nhạc dạo       | Cùng với Âu Dương Chấn Hoa  |
| La La Song (囉囉攣)                    | 《Mỹ vị thiên vương》 | Nhạc dạo       | Cùng với Âu Dương Chấn Hoa  |
| Quân Tử Hảo Cầu                        | 《Tứ đại tài tử》     | Ca Khúc Chủ Đề | Cùng với Âu Dương Chấn Hoa  |
| Yêu không cần nhiều lí do              | 《Tứ đại tài tử》     | Nhạc dạo       | Cùng với Trương Gia Huy     |
| Blowing In The Wind                    | 《Hiệp cốt nhân tâm》 | Nhạc dạo       |                             |

## Video Ca Nhạc
| Năm  | MV                                 | Ca Sĩ       |
| 1994 | 《Li Khai Ni Yi Hou (離開妳以後)》 | Lưu Đức Hoa |

## Lịch TVB
- 5 - 1994 ：Quan Vịnh Hà, Ngụy Tuấn Kiệt
- 10 - 1997：Quan Vịnh Hà, Trương Triệu Huy
- 1 - 1998 (chủ đề năm mới): Quan Vịnh Hà, Âu Dương Chấn Hoa
- 12 - 1999：Quan Vịnh Hà, Âu Dương Chấn Hoa
- 5 - 2000：Quan Vịnh Hà, Ngô Khải Hoa
- 2 - 2008 (chủ đề năm mới)：Quan Vịnh Hà, Uông Minh Thuyên、Trần Cẩm Hồng、Âu Dương Chấn Hoa、Quan Cúc Anh
- 10 - 2014 (chủ đề bida) ：Quan Vịnh Hà、Âu Dương Chấn Hoa、Lê Diệu Tường、Vạn Ỷ Văn、Mễ Tuyết、Trần Tuệ San, Hồ Định Hân

## Tham Khảo
- 情投意荷關詠荷中國影迷會官方微博
- 關詠荷粉絲團
- 情投意荷關詠荷中國影迷會 Lưu trữ ngày 3 tháng 8 năm 2014 tại Wayback Machine
- Esther Kwan's Realm
- 关咏荷 tại Baidu
- Quan Vịnh Hà trên IMDb
- Esther Kwan’s Comeback Depends on a Good Script
- “Always and Ever” Peaked at 31 Points in Premiere Week
- TVB’s Top 10 Sitcoms
- Esther Kwan blows off "Best Selling Secrets": She leaves the series Lưu trữ ngày 16 tháng 4 năm 2018 tại Wayback Machine

1. ↑  ""Hoa đán hàng đầu TVB" Quan Vịnh Hà và mối tình chị em gần 3 thập kỷ". eva.vn.